# Wasertaler

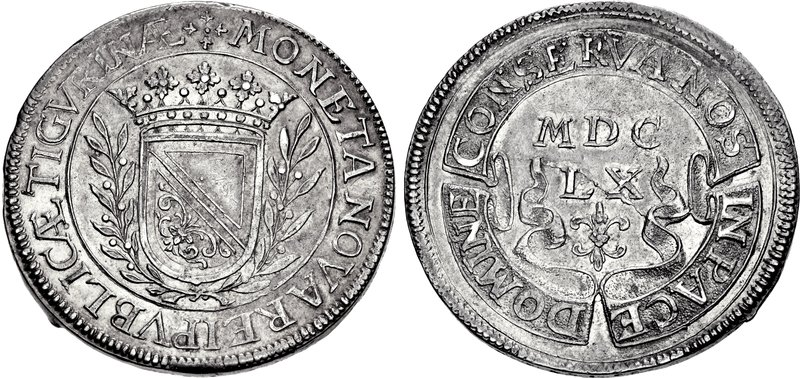
Wasertaler von 1660 (Durchmesser 41 mm; 28,30 g)

Der Wasertaler (Waser-Taler), auch Hochmutstaler genannt, ist ein nach dem Bürgermeister von Zürich, Johann Heinrich Waser (1600–1669), benannter Taler aus dem Jahr 1660. Der Taler erregte den Unwillen der republikanischen Einwohner Zürichs. Die Münzen wurden eingezogen und mit anderen Münzstempeln überprägt. Laut Gottlieb Emanuel von Haller wurden sie eingeschmolzen. Wegen der Umschrift DOMINE CONSERVA NOS IN PACE (lat. = «Herr erhalte uns in Frieden») zählt der Taler zu den Friedensmünzen.

## Münzgeschichtliche Zusammenhänge
Die Talermünze erregte den Unwillen der republikanischen Einwohner Zürichs, weil das Zürcher Wappen auf der Vorderseite der Münze bekrönt war. Ein weiterer Anlass für Streitigkeiten war die lilienähnliche Verzierung unter der Jahreszahl auf der Rückseite des Talers, weil man laut Hans Hürlimann das Wappen des schon 1658 verstorbenen Seckelmeisters (Stadtkämmerer) von Zürich, Hans Ludwig Schneeberger, zu erkennen glaubte. Außerdem sah man in dieser Verzierung die bourbonische Lilie als einen Anklang an die frankreichfreundliche, jedoch unpopuläre Politik des Bürgermeisters Johann Heinrich Waser.

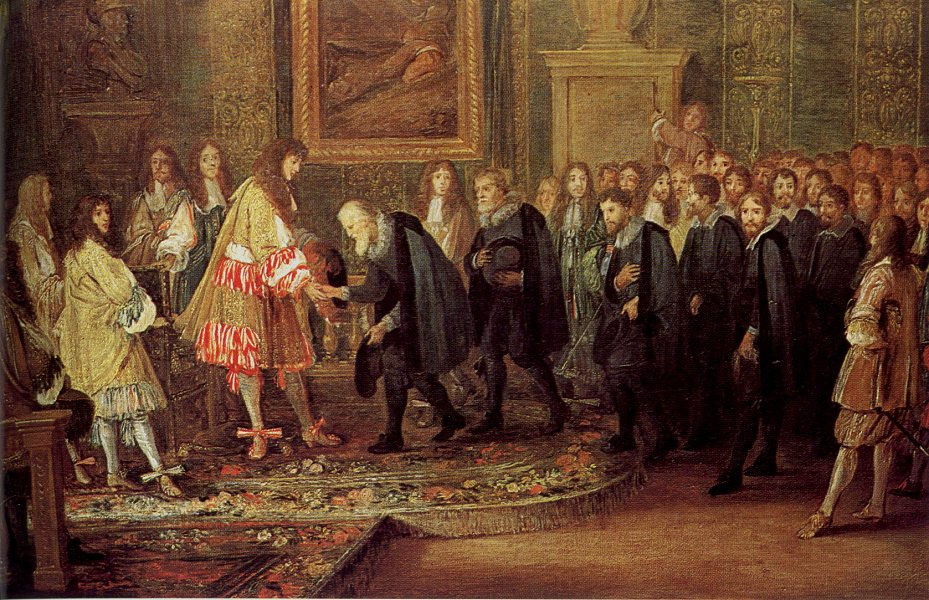
Johann Heinrich Waser an der Spitze der eidgenössischen Delegation am Hof Ludwig XIV. im Jahr 1663

«Es war damals um die Erneuerung des Bundes mit Frankreich gegangen», so Gottfried Emanuel von Haller.

«Diejenigen, [die] sich demselben wiedersetzten, glaubten, man wolle mit der Lilie ihnen zum Troz zeigen, daß der Bund auch wieder ihres Willens [zustande] kommen müsse.»

Der Soldvertrag mit Frankreich wurde 1663 von Zürich unter der Führung Wasers gegen starke innere Widerstände erneuert. Waser war als Staatsmann umstritten. Ihm wurde mehrfach «im Zusammenhang mit der Allianzfrage untreue Amtsführung vorgeworfen. Der Rat entlastete ihn aber von solchen Anschuldigungen.»
Um die Streitigkeiten zu beenden, 

«wechselte man diese Thaler ein, und schmelzte sie, welches sie […] selten gemacht hat.»

Die Wasertaler wurden mit den Stempeln des Zürcher Talers von 1661 überprägt. Die dafür sprechenden «deutlichen Spuren hauptsächlich auf der Vorderseite» sind jedoch nur schwer nachvollziehbar. Das Prägeverfahren war wahrscheinlich noch die freie Hammerprägung. Da kann es besonders im Randbereich, wenn dieser mit einer Randgestaltung versehen ist, zu unterschiedlichen Erscheinungen kommen. Ein gleicher Zürcher Taler von 1661, nur besser geprägt, zeigt jedenfalls keine Spuren, die für eine Überprägung angesehen werden können.
Der 1661 neu geprägte Zürcher Taler hat die gleiche Vorderseitenumschrift wie der Wasertaler von 1660. Das Zürcher Wappen ist nicht mehr bekrönt und eine lilienartige Verzierung ist nicht mehr vorhanden. Die von Friedrich von Schrötter genannte Lilie, allerdings im Zürcher Wappen, also auf der Vorderseite, ist als solche auch nicht mehr erkennbar. Ein Löwe mit erhobenem Schwert dient als Schildhalter. Die neue Rückseiteninschrift lautet JUSTITIA ET CONCORDIA (lat. «Gerechtigkeit und Eintracht»).
Anmerkung:
Zur Einziehung des Wasertalers sind keine zeitgenössischen Quellen bekannt.

### Hallers Erklärung der Münznamen
Man nennt ihn den Wasertaler, 

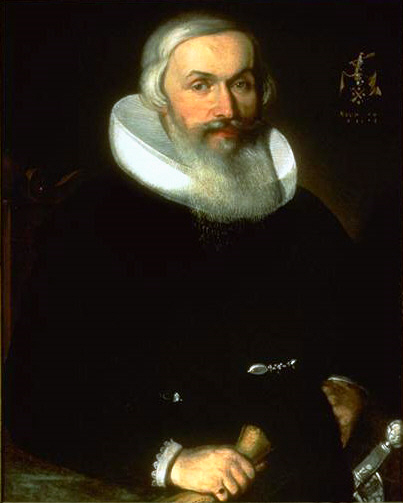
Johann Heinrich Waser

«weil man glaubte, der Bürgermeister Waser, ein eifriger Beförderer des Bundes, habe diese Lilie auf den Thaler setzen lassen.»

Die Zürcher Einwohner sahen in der «Lilie» eine Hinwendung zur unpopulären frankreichfreundlichen Politik Wasers.
Den Talernamen «Hochmutstaler» erklärt Haller damit, dass einige wissen wollen, 

«man habe sich über die Lilie beklagt, weil der Seckelmeister Schneeberger aus Hochmuth sein Wappen [auf der Münze] vorgestellt habe. […] Schneeberger ist aber schon den 14ten May 1658 gestorben.»

«Hans Jacob Bullinger der Münzwardein hat diese Prägung verfertigt», so Haller. Bullinger war demnach auch Stempelschneider.

## Münzbeschreibung
Der silberne Zürcher Taler, der sogenannte Wasertaler, wurde ohne Münzmeisterzeichen geprägt, hat einen Durchmesser von 41 Millimeter und wiegt 28,30 Gramm. Er wurde bereits 1774 von David Samuel von Madi als selten bezeichnet.

### Vorderseite
Die Vorderseite zeigt das bekrönte damaszierte Wappen von Zürich zwischen zwei Lorbeerzweigen.
- Umschrift: MONETA NOVA REIPUBLICӔ TIGVRINӔ
  - Übersetzung: «Neues Geld der Republik Zürich»

### Rückseite
Auf einem Schriftband befindet sich die Devise (Wahlspruch) DOMINE CONSERVA NOS IN PACE (lat. «Herr erhalte uns in Frieden»). Im Feld ist die römische Jahreszahl MDC / LX  (1660) in zwei Zeilen aufgeprägt, darunter eine lilienähnliche Verzierung.